# Взрывы в Международном Исламском Университете
По меньшей мере шесть человек, включая трех женщин, были убиты, и 29 человек получили ранения, 25 из них-женщины, они пострадали от двух терактов-самоубийств в Международном Исламском Университете города Исламабад, в столице Пакистана. По данным полиции, что взрывы в университете были вызваны террористами-смертниками. Это был первый случай с нападением на учащихся в стране с начала терроризма в 2001 году.

## Предпосылки
Университет находится в Исламабаде. Очевидцы рассказали DawnNews, что там было между тремя и четырьмя тысячами студентов, присутствовавших в здании в момент взрыва. Взрывы произошли в обоих кампусах, мальчиков и девочек.
Взрывы, совершённые в октябре, сделали месяц самым «кровавым» из месяцев с начала террористических атак.

## Атаки
Первое нападение произошло возле женского общежития, а второе нападение произошло в кафедре шариата и юридического факультета через несколько минут.
Заместитель комиссара Исламабад Амер Али Ахмад сообщил изданию The News, что из погибшие были опознаны как: трое студентов, санитарный работник, охранник и рабочий. Студенты сказал, что Масих, охранник университета, помешала смертнице войти в кафетерий школы для девочек и тем самым спас много жизней.
Ни одна из группировок не взяла ответственность за взрывы.

## Реакция
Министр внутренних дел Рехман Малик сказал: «Эти люди атаковали Исламский Университет, который доказывает их принадлежность к исламу. Они не искренни с исламом.»[стиль]

## Последствия
Нападения побудило власти закрыть школы и колледжи по всей стране. Департамент образования Синда сообщил о закрытии всех государственных и частных школ в провинции до 25 октября, добавив, что университеты остаются закрытыми только до 21 октября. Учебные заведения в федеральной столице уже закрыли до 25 октября.